# Sipoly
A sipoly vagy fisztula két természetes testüregnek, vagy üreges szervnek kóros összeköttetése, illetve ezeknek rendellenes kivezetése a test felszínére. A sipolyok eredetüket tekintve lehetnek sérülések után visszamaradó, be nem gyógyult sebek, vagy gyulladásos gennygyülemek tályog spontán felfakadásából származóak. A magyar név a latin fistula szó magyar fordításából származik, jelentése „cső” vagy „síp”.
A sipolyok pontosabb elnevezései származhatnak azon üreg nevéből, amelybe nyílik (mellsipoly, hólyagsipoly, húgycsősipoly, bélsipoly stb.), vagy a rajta keresztül ürülő folyadék/váladék után (nyálsipoly, vizeletsipoly, bélsársipoly, tejsipoly stb.). Akár külső sérülés után, akár gyulladás után keletkeztek, kezdetben mindig sarjszövet borítja a nyílás belső felszínét, később ezek a felszínek behámosodnak és hegesednek. A sipolyképződés folyamatának időrendjében megkülönböztetnek sarjadzó, gennyedő, vagy lobos és heges szakaszt.
A sipoly régebben gyakori betegség volt. Minden testüregben és üreges szervben létrejöhet. Ma már a korszerű műtéti eljárásoknak, szakszerű sebellátásnak és utókezelésnek köszönhetően előfordulási gyakoriságuk is csökkent, és kialakulásuk esetén viszonylag egyszerűen gyógyíthatók, bár még ma is sok kellemetlenséget és gondot okozhatnak. Leggyakoribb a végbélsipoly, a húgycsősipoly. A végbélsipoly legtöbbször a végbél visszeres csomói (aranyeres csomók) körül keletkező gyulladásnak, vagy a végbél körüli kötőszövet gyulladásának következménye.
Szakszerű orvosi beavatkozás nélkül nehezen gyógyul, mert a sipollyal közlekedő üregből folytonosan váladék kerül bele, és ez akadályozza a rés összeforrását. A gyógyulást hátráltathatja, hogy a környező izomzat a sipoly falait folytonosan mozgatja, így a gyógyuláshoz szükséges stabil nyugalmi állapot hiányzik.

## Előfordulási helyei
A sipolyok szinte bármelyik üreges szerv vagy testüreg között kialakulhatnak, de leggyakrabban a végbél körüli területen (anorectalis sipoly), a húgyutakban (pl. húgycső- vagy hólyagsipoly), a női nemi szervek és a végbél vagy húgyhólyag között (rectovaginális vagy vesicovaginális sipoly), valamint a belek és a bőrfelszín között (enterocutan sipoly) fordulnak elő. Ritkábban előfordulhatnak a nyálmirigyek, légutak, illetve szülészeti sérülések vagy műtétek után is.

## Típusai
A sipolyokat többféle szempont szerint lehet osztályozni. Anatómiai elhelyezkedésük szerint lehetnek belső sipolyok (két testüreg vagy üreges szerv között) vagy külső sipolyok (egy belső szerv és a test felszíne között). Ezen belül megkülönböztetnek többek között anorectalis, urogenitális, enterocutan, tracheoesophagealis és nyálsipolyokat.
Működésük alapján lehetnek teljesen átfúródó (komplett), vakon végződő (incomplett), illetve ágakat képező (komplex) sipolyok. A járatok lefutása szerint egyszerű vagy elágazó szerkezetűek lehetnek, utóbbiak kezelése nehezebb és hajlamosabb a kiújulásra.

## Okai
A sipoly oka lehet:
- betegség: A bélbetegségek, mint pl. a Crohn-betegség okozhatnak anorectalis, enteroenteralis vagy enterocutan sipolyt.[5][6]
- kezelés: Pl. a medencét érő sugárterápia okozhat sipolyt.[5]
- trauma: A túlhordás sipolyhoz vezethet a nőknél, ahol a normálistól eltérő módon kapcsolatok alakulnak ki a húgyhólyag és a nemi szervek, vagy a végbél és a nemi szervek között.[5]

## Panaszok és tünetek
A sipoly előfordulási helye, jellege és mérete – mint a fentebb írtakból is látszik – igen változatos lehet. Ennek megfelelően megvannak az ezekhez társuló sajátos panaszok és tünetek. Általánosságban az állandó nedvszivárgás folytonos kellemetlenséget, szövetirritációt, gyulladást, fájdalmat, kellemetlen szagot okoz és folytonos gondoskodást igényel. Ezzel nagy mértékben rontja a betegségben szenvedő életminőségét. Ezen túlmenően változó mértékben zavarja az érintett szervek normális működését. Az egyes szakaszok izolált elzáródása „(letokolódása)” újabb fájdalmas tályogok kialakulásához is vezethet, amelyeknek veszélye, hogy a kórokozók a véráram útján tovább terjedhetnek és legrosszabb esetben életveszélyes „vérmérgezést” (sepsis) okozhatnak. Mivel spontán gyógyulásra számítani nemigen lehet, tanácsos a lehető leghamarabb a megfelelő területen jártas szakorvoshoz fordulni a problémával. Még ha a kezelés esetenként a mai körülmények között is hosszadalmas kellemetlen lehet, és az esetleges kiújulás veszélye is fennáll.

## Gyógyítás
A sipolyok kezelése elsősorban sebészi feladat, mivel spontán gyógyulásuk ritka. A beavatkozás célja a sipolyjárat teljes megszüntetése, a gyulladásos folyamat kontrollálása és a kiindulási ok (például tályog, trauma vagy gyulladásos bélbetegség) kezelése. A választandó műtéti technika függ a sipoly típusától (felszínes, mély, komplex), az érintett anatómiai területtől, valamint a záróizmok érintettségétől.
Az egyszerű, nem záróizmon áthaladó sipolyok esetén a leghatékonyabb beavatkozás a fistulotomia, vagyis a járat felnyitása és nyitva tartása, amíg természetes úton begyógyul. A komplex, illetve a záróizmot érintő sipolyok esetén fontos a kontinencia megőrzése, ezért kimélőbb eljárásokra van szükség. Ilyen eljárás lehet a seton-technika, amikor fonalat vezetnek át a sipolyjáraton, hogy lassan záródjon, vagy a LIFT (ligation of intersphincteric fistula tract), amely a sipolyjárat belső nyílásának lekötésével zárja le a kóros összeköttetést.
Egyes esetekben biológiai módszerek is szóba jöhetnek, például fibrinragasztóval való feltöltés vagy bioprostetikus dugók alkalmazása. Bár ezek kevésbé invazívak, a sikerességük változó, és gyakran kiújuláshoz vezetnek.
Amennyiben a sipoly gyulladásos bélbetegség, különösen Crohn-betegség következménye, a műtét előtt és után is szükség lehet immunmoduláns vagy biológiai kezelésre (például TNF-alfa-gátlókra, mint az infliximab), mivel ezek csökkenthetik a kiújulás esélyét.
A műtét utáni sebellátás, a megfelelő higiénia és a rendszeres kontroll elengedhetetlen a szövődmények megelőzése érdekében. A terápia sikeressége sokszor az együttműködő betegvezetésen és az érintett szakterületek (sebészet, gasztroenterológia, nőgyógyászat, urológia) együttműködésén is múlik.